# LWL-Klinik Dortmund -Elisabeth-Klinik-
Die LWL-Klinik Dortmund -Elisabeth-Klinik- in Dortmund ist eine Klinik für Kinder- und Jugendpsychiatrie im Dortmunder Stadtteil Aplerbeck. Die Klinik wurde 1979 zunächst in der heutigen Villa Elisabeth eröffnet. 2002 erfolgte ein Umzug in einen Neubau nahe der LWL-Klinik Dortmund. Zusätzlich zum stationären Therapieangebot gibt es eine Tagesklinik, die am Standort der Kinderklinik in Dortmund-Mitte betrieben wird.

## Fachgebiete
Die Klinik dient der kinder- und jugendpsychiatrischen Versorgung der Dortmunder Bevölkerung. Die Therapieausrichtung wird als therapieschulenübergreifend mit den Hauptausrichtungen der systemischen Familientherapie, Verhaltenstherapie und tiefenpsychologisch fundierten Psychotherapie in Kombination mit gesprächspsychotherapeutischen Ansätzen angegeben. Neben vier Stationen, auf denen Kinder und Jugendliche von vier bis achtzehn Jahren behandelt werden, gibt es am Standort der Kinderklinik in Dortmund-Mitte eine Tagesklinik.

## Geschichte

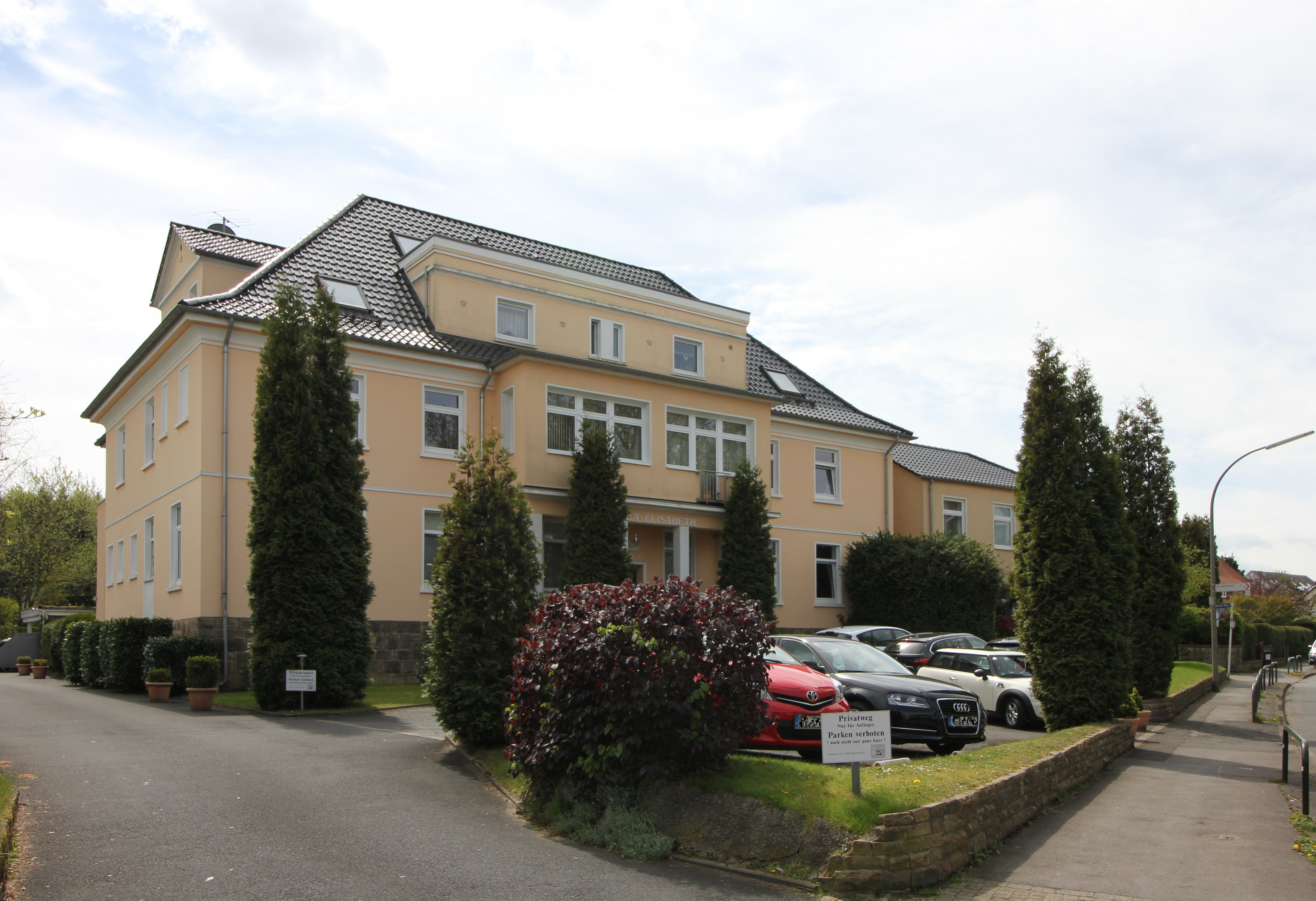
Das Gebäude der ehemaligen Elisabeth-Klinik von 1979 bis 2002 dient heute als Wohnhaus

Bis in die 1970er Jahre war die kinder- und jugendpsychiatrische Versorgung in Deutschland größtenteils auf wenige Zentren, vornehmlich an Universitätskliniken, beschränkt. Im Großraum Dortmund lag die Zuständigkeit im St. Johannes Stift für Kinder- und Jugendpsychiatrie in Marsberg. Noch während der Planungsphase für eine kinder- und jugendpsychiatrische Abteilung in Dortmund übernahm das Christliche Sozialwerk das kurz vor der Schließung stehende Elisabeth-Kinderkrankenhaus und beantrage die Überführung in eine Kinder- und Jugendpsychiatrie. Zunächst erfolgte die Einrichtung einer Tagesklinik mit fünf Behandlungsplätzen, die neue Klinik wurde dann am 1. Januar 1979 in der Villa Elisabeth eröffnet. 1998 zog die Tagesklinik in die heutigen Räumlichkeiten in der Kinderklinik Dortmund um und die Klinik übernahm die kinder- und jugendpsychiatrische Pflichtversorgung für die Stadt Dortmund. Trotz Auslagerung der Tagesklinik erforderte die räumliche Enge eine Ausweitung der Räumlichkeiten. 2001 erfolgte der Baubeginn, 2002 wurden die neuen Räume an der Marsbruchstraße bezogen.